# Вінілхлорид
Віні́лхлори́д (хло́роете́н, хлорвіні́л) CH2=CHCl — органічна сполука, безбарвний газ, хлоропохідна етилену.

## Отримання
Вінілхлорид можна отримати приєднанням хлороводню до ацетилену:
{\displaystyle {\ce {HC#CH +HCl -> H2C=CH-Cl}}}
Його також одержують шляхом термічного дегідрогалогенування 1,2-дихлоретану Cl-CH2-CH2-Cl при температурі близько 500 °С в присутності активованого вугілля як каталізатора:
{\displaystyle {\ce {Cl-CH2-CH2-Cl ->[t] CH2=CH-Cl +HCl}}}

## Хімічні властивості
У молекулі вінілхлориду неподілені пари електронів хлору зміщуються до π-зв'язку, тобто хлор проявляє +M-ефект, внаслідок чого два атома вуглецю разом набувають частково негативного заряду. Але внаслідок великої електронегативності хлору він проявляє -I-ефект та атом вуглецю, який знахоться біля нього, набуває часткового позитивного заряду (а другий атом вуглецю — негативного). В результаті кратність зв'язку C-Cl збільшується, він стає коротшим і міцнішим, та реакційна здатність у реакціях нуклеофільного заміщення зменшується.
В присутності хлориду заліза або алюмінію приєднує хлороводень. Реакція йде за правилом Марковникова:
{\displaystyle {\ce {H2C=CHCl + HCl ->[AlCl_3/FeCl_3]H3C-CHCl2}}}
Спочатку утворюється карбокатіон {\displaystyle {\ce {CH3-CH+ -Cl}}}, до якого приєднується аніон хлору.
За звичайних умов вінілхлорид не вступає у реакції з багатьма нуклеофілами, але вступає у реакцію Вільямсона (яка також є реакцією нуклеофільного заміщення). Це пов'язано з тим, що в присутності сильних основ (алкоголятів) відбувається дегідрогалогенування, а потім до ацетилену приєднується спирт:
{\displaystyle {\ce {H-CH=CH-Cl->[{+NaOR}][{-NaCl,\ -HOR}]CHCH->[{+HOR}]CH2=CH-OR}}}
В присутності органічних пероксидних сполук при 40 °С і тиску 5 атм вінілхлорид легко полімеризується в еластичну масу — полівінілхлорид (поліхлорвінілову смолу):